# Fraunhofer-Institut für Techno- und Wirtschaftsmathematik
Das Fraunhofer-Institut für Techno- und Wirtschaftsmathematik (ITWM) mit Sitz in Kaiserslautern ist ein Institut der Fraunhofer-Gesellschaft.
Seine Aktivitäten sind der angewandten Forschung und Entwicklung in den Ingenieur- und Naturwissenschaften zuzuordnen. Es befasst sich mit Forschungs- und Anwenderproblemen mit besonderem Fokus auf mittelständischen Unternehmen. Die Forschenden erstellen Computersimulationen technischer Vorgänge, denn diese sind zum unverzichtbaren Werkzeug bei der Gestaltung und Optimierung von Produkten, Dienstleistungen, Kommunikations- und Arbeitsprozessen geworden. Das Angebot des ITWM reicht von Softwarekomponenten über Beratung und Support bis hin zu Systemlösungen. Das Institut nutzt nicht nur Simulationssoftware, sondern entwickelt sie selbst, oft in Zusammenarbeit mit führenden Softwarefirmen. Ziel ist es, Softwareanwendungen für die Kunden komfortabel nutzbar zu machen und maßgeschneiderte Lösungen zu finden.

## Geschichte
Anfang der 1980er Jahre entstand die AG Technomathematik am Fachbereich Mathematik der TU Kaiserslautern. 1991 wurde dort ein Zentrum für Techno- und Wirtschaftsmathematik errichtet. Auf Initiative und mit Unterstützung des Landes Rheinland-Pfalz kam es 1995 zur Gründung des Instituts für Techno- und Wirtschaftsmathematik. 1999 wurde das Institut von der Fraunhofer-Gesellschaft evaluiert und 2001 als Fraunhofer-Institut für Techno- und Wirtschaftsmathematik ITWM eingegliedert.

## Forschung und Entwicklung
In nahezu allen Bereichen der Industrie und Wirtschaft, selbst in kleineren Unternehmen und im Handwerk, kommen computergestützte Verfahren zum Einsatz. Doch häufig ist die richtige Software gar nicht verfügbar oder die verfügbare Standardsoftware wenig geeignet für spezielle Fragestellungen. Das ITWM sieht seine Aufgabe darin, mathematische Modelle und deren Methoden weiterzuentwickeln, innovative Anstöße zu geben und gemeinsam mit Industriepartnern praktisch umzusetzen. Die Kunden und Kooperationspartner kommen aus verschiedenen Branchen, zum Beispiel der Fahrzeugindustrie, Maschinenbau, Banken, Elektronik- und Computerindustrie und der Textilindustrie.
Die Kernkompetenzen des ITWM bilden dabei die klassischen Disziplinen der angewandten Mathematik, wie Numerik, Differenzialgleichungen, Statistik, Stochastik und Optimierung. Hinzu kommen mathematisch orientierte Theoriefelder, die sich als Grenzgebiete zwischen Mathematik und Technologie herauskristallisiert haben. Arbeitsschwerpunkte sind:
- Finanzmathematik
- Visualisierung großer Datenmengen
- Optimierung von Produktionsprozessen
- Virtuelles Materialdesign
- Qualitätskontrolle

## Kooperationen
Das Fraunhofer ITWM ist Mitglied im Fraunhofer-Verbund Informations- und Kommunikationstechnik, dem 14 weitere Institute angehören. Außerdem ist es ständiges Gastmitglied im Fraunhofer-Verbund MATERIALS. Dieser Verbund bündelt die Kompetenzen der 14 materialwissenschaftlich orientierten Institute der Fraunhofer-Gesellschaft.
Das Institut ist eingebunden in ein Netz nationaler und internationaler Kooperationen. Die Fraunhofer-Gesellschaft und die Chalmers-Universität in Göteborg gründeten im August 2001 das Fraunhofer-Chalmers Research Centre for Industrial Mathematics, kurz FCC. Vom engen Kontakt profitieren ITWM und FCC, denn die Kooperation erleichtert jedem Institut den Zugang zum Markt des Partnerlandes. Die Forschungsschwerpunkte des ITWM liegen in den Bereichen Virtuelles Material- und Produktdesign, Prozesssimulation, Finanzmathematik und Diagnosesysteme, das FCC hat seinen Fokus auf der Biostatistik, Finite Elemente-Methoden, der Qualitätskontrolle für Kommunikationsnetzwerke und der Analyse von Sensor- und Mess-Systemen.
Das Institut ist außerdem Mitglied der Fraunhofer-Allianz Vision, einem Zusammenschluss von Einrichtungen der Fraunhofer-Gesellschaft zum Thema Bildverarbeitung und maschinelles Sehen.
Zusammen mit dem Fachbereich Mathematik der RPTU in Kaiserslautern bildet das ITWM das Felix-Klein-Zentrum für Mathematik.

## Infrastruktur
Am Institut sind insgesamt rund 360 Mitarbeitende (darunter 53 Doktoranden) sowie etwa 165 wissenschaftliche Hilfskräfte beschäftigt. Sie kommen hauptsächlich aus den Disziplinen Mathematik, Informatik, Physik, Maschinenbau und E-Technik. Der Frauenanteil liegt im wissenschaftlichen Bereich bei 18 Prozent und bei den Doktoranden bei 31 Prozent. Seit der Gründung im Jahre 1995 ist der Betriebshaushalt des ITWM von anfangs 1,64 Mio. € auf rund 34 Mio. € im Jahr 2021 gestiegen. Drei Viertel der Einnahmen stammen aus Aufträgen der Industrie und aus öffentlich geförderten Forschungsprojekten. Das Fraunhofer ITWM wird derzeit (Stand Juli 2023) von Anita Schöbel geleitet.